# سينت-يانس-مولينبيك
مولينبيك  أو مولينبيك سان جان Sint-Jans-Molenbeek(بالهولندية) Molenbeek-Saint-Jean (بالفرنسية)، هي منطقة حضرية تشكل إحدى البلديات التسعة عشر التابعة لإقليم بروكسل العاصمة في بلجيكا، وتعرف اختصارا أيضا باسم مولينبيك وتضم مجتمعا خليطا من بين الناطقين باللغات الفرنسية والهولندية والعربية ويغلب على تكوينها السكاني البلجيك من ذوي الأصول المهاجرة والمهاجرين خاصة من المغرب وتركيا.

## الموقع
تقع مولينبيك غرب الجزء القديم لمدينة بروكسل، بورت دي فلاندرن (بالفرنسية Porte de Flandre بالهولندية Vlaamsepoort) والذي يفصله عنها قناة شارلوا وتحدها (من الشمال تجاه الجنوب) كل من بلديات سنت آغاثا- بيرخيم، وكوكلبيرخ، وجيتي، وبروكسل، ولكن، واندرليخت، وفي الغرب الأقصى بلدية ديلبيك الفلمنكية.

## المساحة
تبلغ المساحة الإجمالية لبلدية مولينبيك 5.89 كيلومتر مربع وتتوزع طبيعة مساحة أرضها على النحو التالي:
- المساحة الزراعية وتشكل 13.1 %
- الأراضي السكنية وتشمل 31.37 %
- أراض متنوعة الأغراض بنسبة 55.62 %

## أصل التسمية

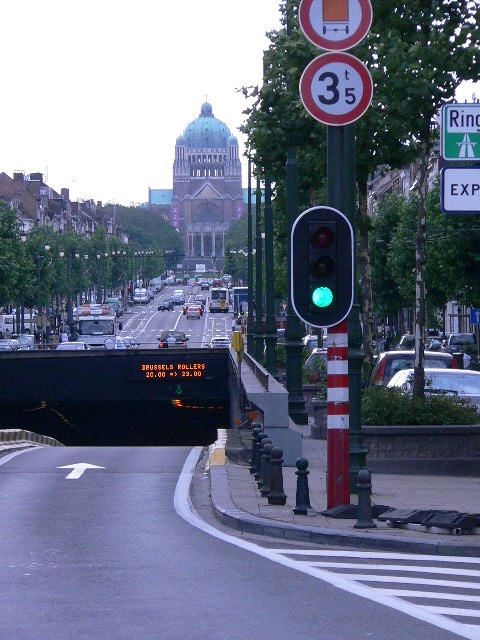
شارع ليوبولد الثاني

مولينبيك كلمة باللغة الهولندية مركبة من لفظين هما «molen » وتعني طاحونة و«beek» وهو الجدول أو المجرى المائي وبذلك يرادف الاسم جدول الطاحونة، واطلق على المنطقة هذا الاسم لوجود مجرى مائي فيها اقيمت علي إحدى ضفتيه طاحونة هوائية ومنه اقتبست القرية التي شكلت نواة مولينبيك الحالية اسمها وذلك في حوالي سنة 985 ميلادية.

## التاريخ

### القرون الوسطى
اشتهرت مولينبيك في القرون الوسطى بمزار القديسة جرتريود الذي جذب إليها الآف الحجيج المسيحيين والزوار الآخرين للتبرك بها خاصة المسافرين. وفي القرن الثالث عشر الميلادي أصبحت مولينبيك جزء من بروكسل وبذلك فقدت الكثير من أراضيها لصالح بلدية بروكسل. وفي سنة 1578 م تمت إزالة مبنى الكنيسة الرئيسية فيها وظل الطابع العام لها قروياً في الغالب الأعم حتى مطلع القرن الثامن عشر.

### الثورة الصناعية
وبنهاية القرن الثامن عشر وبعد تشييد قناة شارلوا شهدت مولينبيك طفرة اقتصادية واجتماعية كبرى من خلال رواج التجارة والتصنيع الذي ازدهر فيها إبان الثورة الصناعية. وفي سنة 1785 م استعادت مولينبيك بعض استقلالها الإداري عن بروكسل وانتقلت إليها اعداد من العمال للاستفادة من فرص العمل التي توفرت فيها، وتوافد إليها الناس خاصة من المقاطعات البلجيكية الناطقة بالفرنسية والمهاجرين من جنوب أوروبا، تلتها موجة أخرى من شرق أوروبا وأفريقيا، واستمر أزدهارها الاقتصادي طوال القرن التاسع عشر حتى قررت بلدية بروكسل بنهاية القرن التاسع عشر ضم مناطق قناة شارلوا إلى الميناء الجديد بما فيها مولينبيك.

### الحرب العالمية الثانية
عاشت مولينبيك فترات صعبة مع بداية الحرب العالمية الثانية وما تلتها من فترة الكساد الكبير في أوروبا عام 1929م. وترك الوضع المعيشي المتردي والفقر بصماته على مجتمع مولينبيك حيث ارتفعت فيها معدلات الجريمة والتفكك الاجتماعي.

### فترة ما بعد الحرب

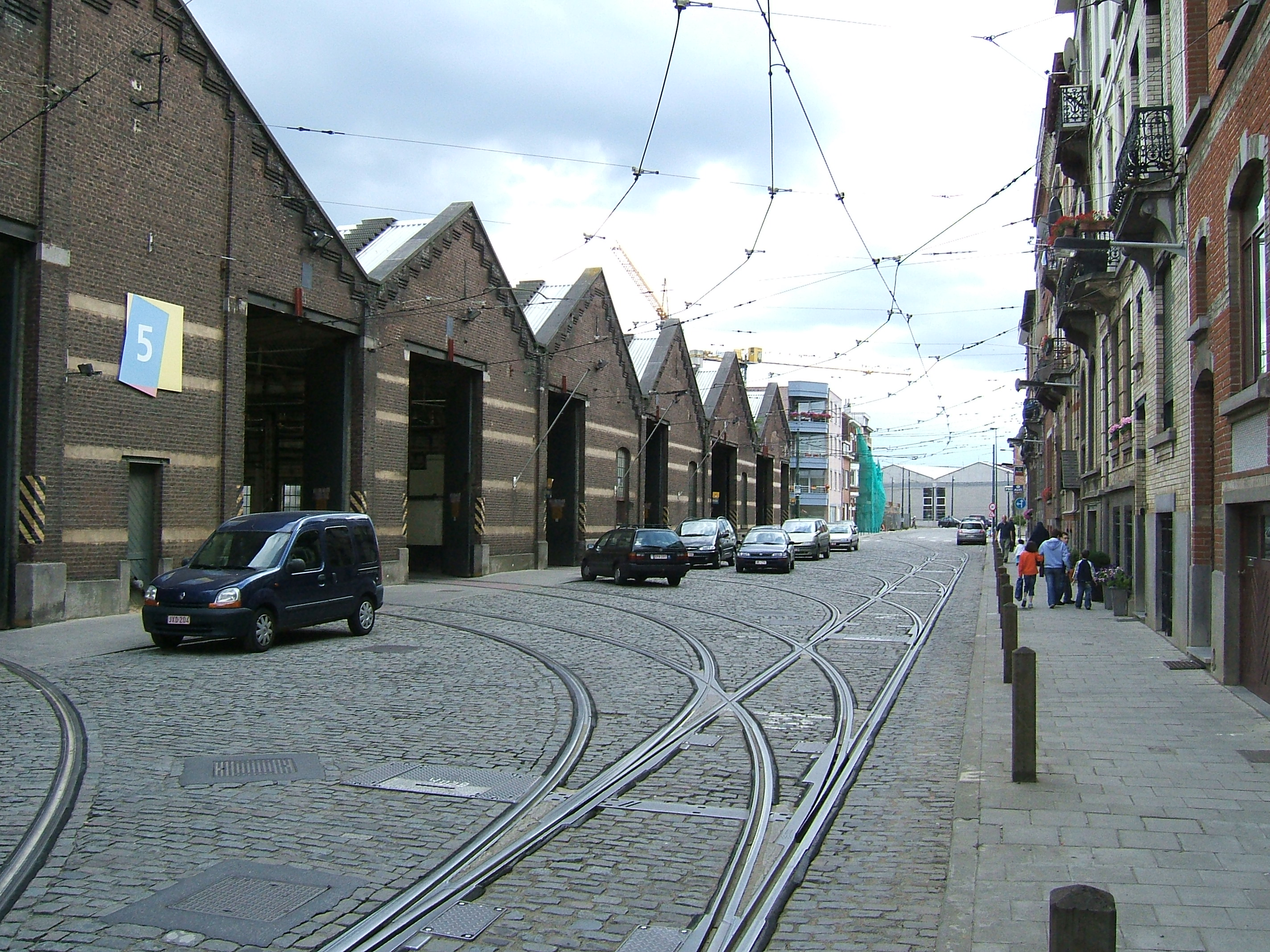
مرآب ترام في مولينبيك

وبعد الحرب العالمية الثانية وفي فترة ازدهار الاقتصاديات الأوروبية استعادت مولينبيك عافيتها وانتعش اقتصادها، لكنه ما لبث وأن شهد تراجعاً ملحوظا أدى إلى هجرة عكسية من البلدية تم الحد منها في ستينيات القرن الماضي بتنفيذ مشاريع عمران اسكاني شيدت من خلاله عدة أحياء سكنية جديدة في الأراضي الواقعة غرب البلدية. وتم وقف هذا التوسع في عام 1990 م للحفاظ على ما تبقى من غابات ومروج ومن بينها غابة إسخويتبوس
Scheutbos.
وفي العقود القليلة الماضية استوطنت في مولينبيك اعداد من المجتمعات والجاليات الإسلامية المغربية والتركية الأصل.

## النقل والمواصلات
هناك خط للمترو يربط مولينبيك بشبكة المترو الأخرى بمدينة بروكسل مع وجود محطة كونت دي فلاندرس / خراف دي فلاندر، ومحطات بلجيكا، وبيكانت، وريبراكو. إلى جانب خط الترام رقم 82 و83 و85

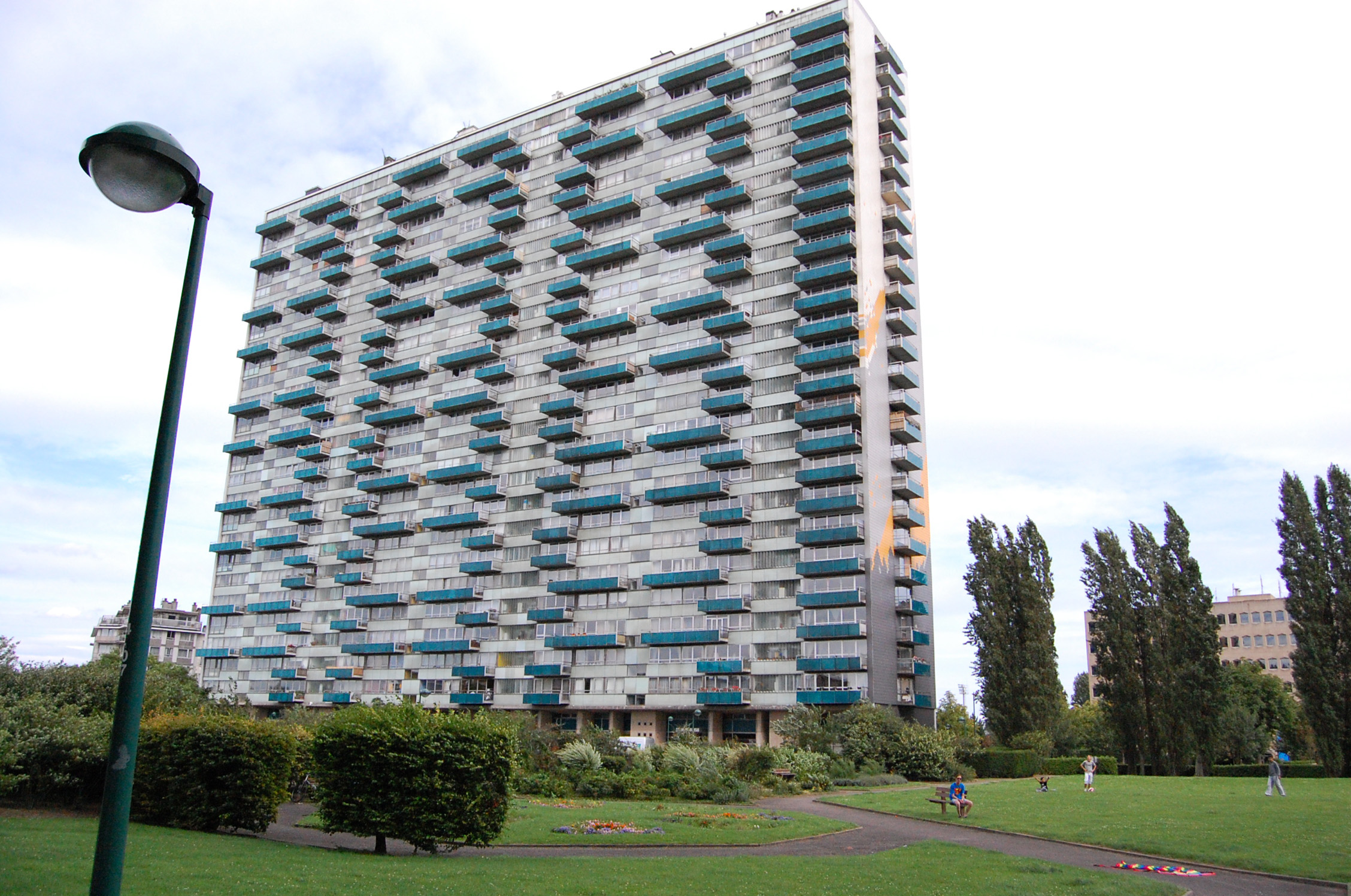
عمارة في شارع ميتوي
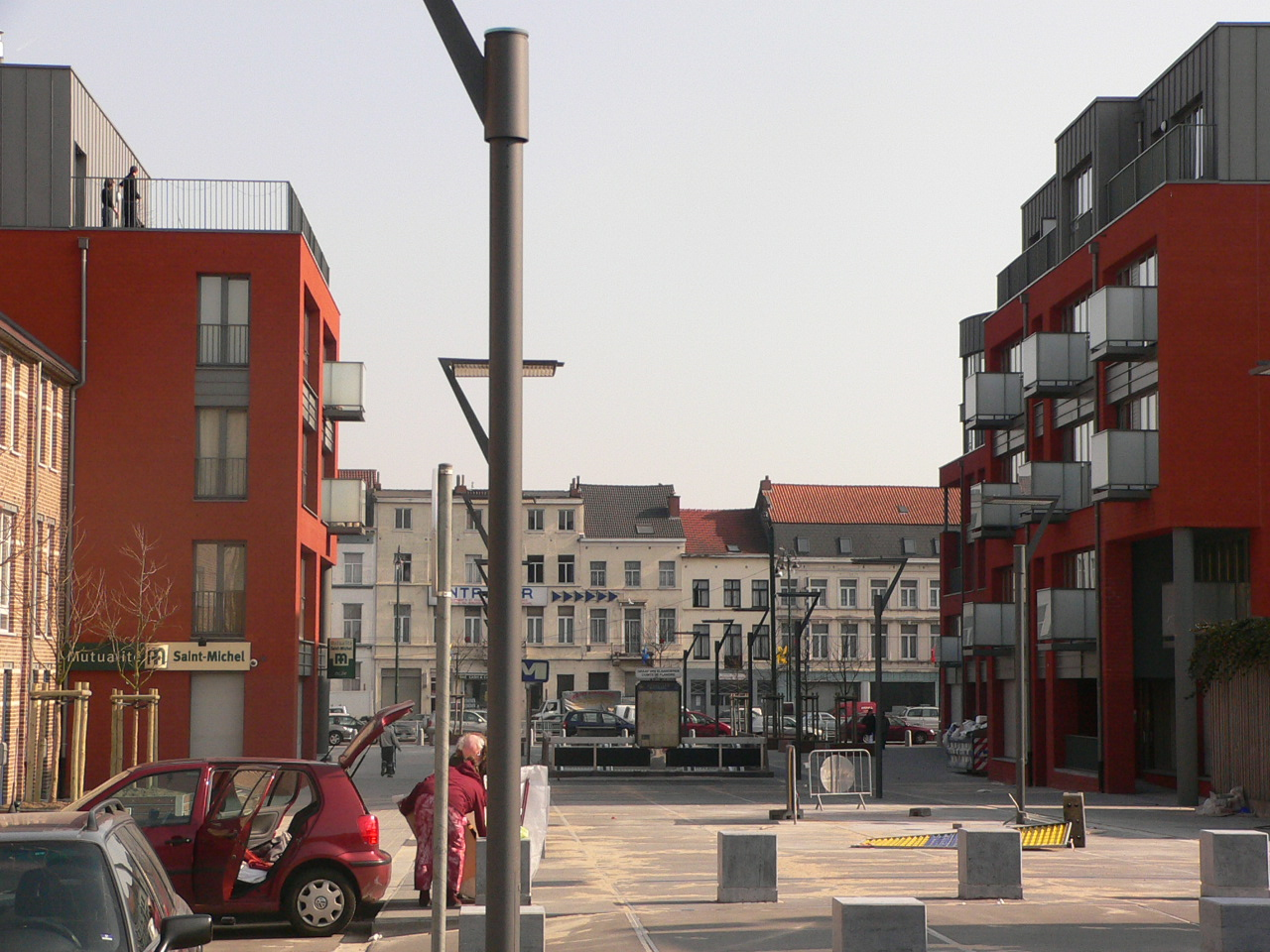
ريف غاوش
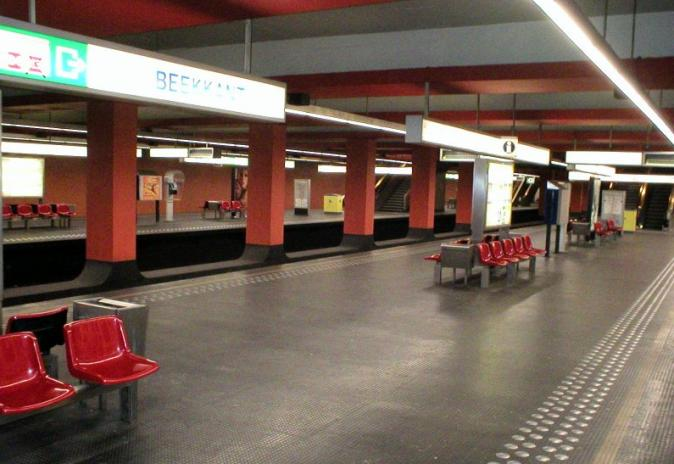
محطة مترو بيكانت
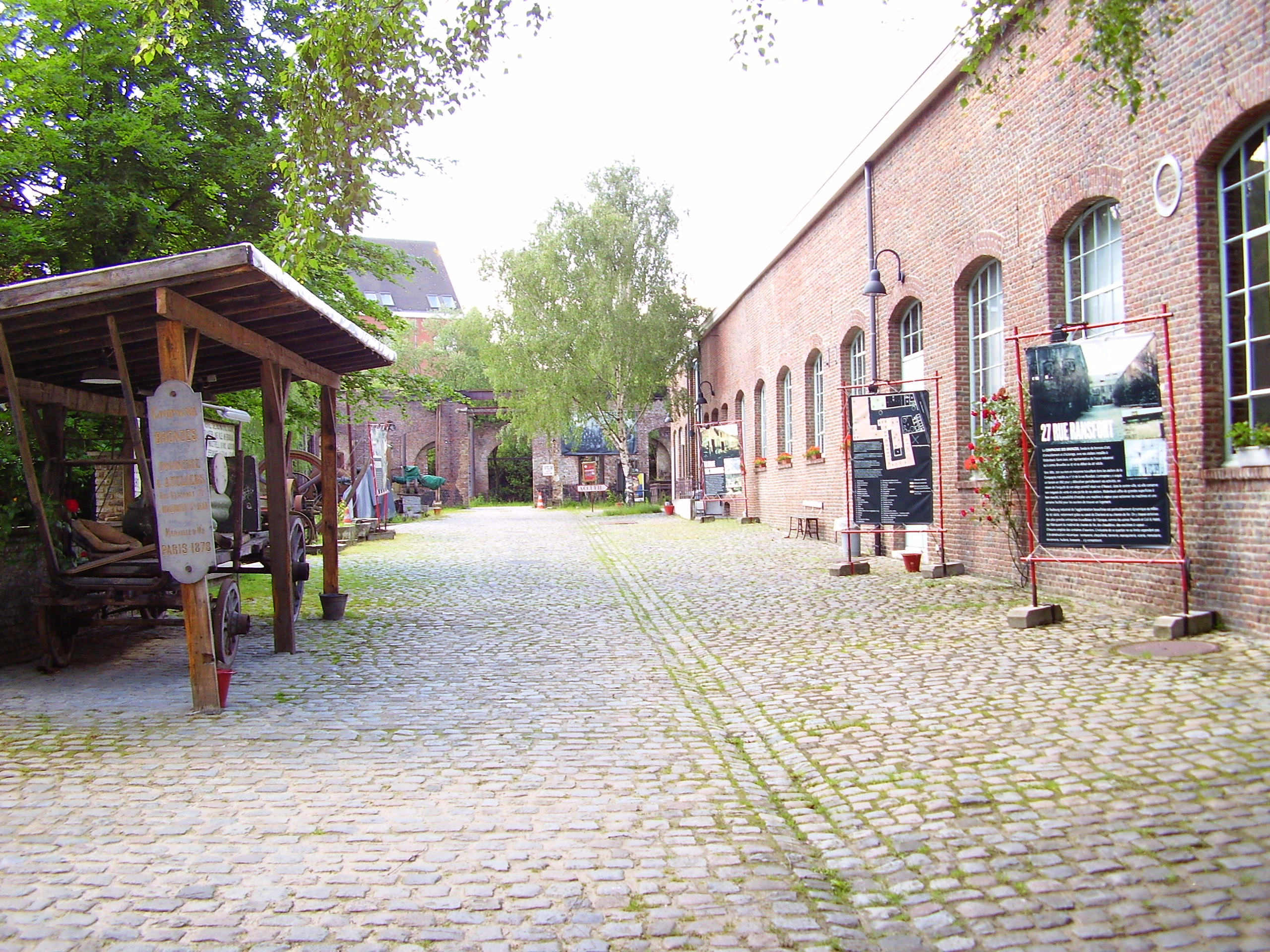
متحف لافوندري

## الإدارة
تتكون إدارة مولينبيك من عمدة ومجلس بلدي.

### المجلس البلدي
جدول يبين المقاعد التي يحوز عليها كل حزب في المجلس البلدي (2013)
| الحزب                                                                        | عدد المقاعد | الخلفية الإثنية |
| ---------------------------------------------------------------------------- | ----------- | --------------- |
| إئتلاف الحزب الاشتراكي البلجيكي SP والحزب الاشتراكي المغاير Sp.a             | 16          | والوني، فلمنكي  |
| حزب الوسط الديمقراطي الإنساني والحزب الديمقراطي المسيحي والفلمنكي CH-CD &V   | 6           | فلمنكي - والوني |
| التحالف الفلمنكي الجديد N-VA                                                 | 1           | فلمنكي          |
| الحزب الإيكولوجي Ecolo والخضر Groen                                          | 4           | فلمنكي - والوني |
| حزب الإنفتاح الفلمنكي الليبرالي الديمقراطي PRL والحركة الإصلاحية الوالونيةMR | 15          | فلمنكي - والوني |
| الحزب الفيدرالي الفرانكفوني FDF                                              | 1           | والوني          |
| الحزب الإسلامي Islam                                                         | 1           | جاليات إسلامية  |

ويلاحظ من الجدول أعلاه ميول الأحزاب إلى تكوين كتل تتشابه معها في البرامج والمباديء السياسية والفكرية بغض النظر عن خلفيتها اللغوية. فتجد مثلاً تكتل يضم حزب الخضر الذي يمثل الناطقين باللغة الهولندية والحزب الإيكولوجي الفرانكفوني ويجمعها بطبيعة الحال مبدأ سياسي أساسي وهو حماية البيئة.

### العمدة
العمدة هو أعلى مسؤول إداري في البلدية.
العمدة الحالي (2013) هو فرانسوا اسخيبمانز Françoise Schepmans ينتمي إلى حزب الحركة الإصلاحية الوالونية MR.
وقد سبقه فيليب مورو Philippe Moureaux من الحزب الاشتراكي (1992-2012).
ومن العمداء السابقين:
- لويس ماتوي Louis Mettewie

(1938-1914)،
- إدموند ماختيس Edmond Machtens

(1978-1939)
- مارسيل بيكارت Marcel Piccart

(1988-1992)
- ليون اسبيخل Léon Spiegels

(2000-1992)

## مشاهير مولينبيك
- توتس ثيلمانز، موسيقار، موسيقى الجاز
- فليب مورو، سياسي وسيناتور بلجيكي وعمدة وأستاذ اقتصاد
- ثيمي زينو، مخرج سينمائي
- زاينب سيرفر، فائزة بمسابقة ملكة جمال بلجيكا في 1989
- فرانكي فيركواتيرين، لاعب كرة قدم ومدرب فريق كرة قدم

## مدن توأمة
- وجدة:  المغرب
- لوفالوا-بيري:  فرنسا